# Hive (criptomoneda)
Hive es una cadena de bloques, criptomoneda, proyecto de software de código abierto y red social creada como resultado de una división coordinada de la plataforma Steem ejecutada el 20 de marzo del año 2020. Fue creada por exmiembros y desarrolladores de la comunidad de Steem como una forma de desligarse de la empresa Steemit Inc. tras su adquisición por parte de Tron y un par de incidentes que involucraban a Justin Sun, dueño de la misma.
El propósito de Hive es servir como una red social descentralizada cuyo contenido es inmutable y accesible en cualquier momento y en cualquier parte del mundo, así como ser compatible con la creación de DApps y diversas herramientas que mejoren el atractivo y utilidad de la red. 

## Características
Al ser una bifurcación, su código está basado en la versión de Steem disponible en el momento de la división con algunas modificaciones orientadas a evitar incidentes como los que llevaron a dicho evento, así como mejoras de acuerdo al criterio de los participantes de la comunidad. La plataforma está programada en el lenguaje C++ y su objetivo conceptual es seguir la visión de ser una cadena de bloques descentralizada donde se pueda crear contenido completamente inmutable y accesible en cualquier momento. 

### Cambios con respecto a Steem
Los cambios introducidos durante la bifurcación fueron bastante notorios. Entre ellos se pueden mencionar: 
- La confiscación de las fichas relacionadas con las empresas Steemit Inc. y Tron, las cuales fueron transferidas al DHF para ser usadas en el desarrollo de Hive y otros proyectos relacionados,[3] eliminando la potencial influencia que Justin Sun podría tener en la red a través de ellas.

- La adición de un periodo de 30 días antes del cual las cantidades de Hive Power obtenidas no puede ser usadas para participar del sistema de gobernanza de la cadena de bloques (elección de testigos y votación de propuestas publicadas en el DHF de Hive). Esta característica es considerada una mejora de la resistencia de Hive con respecto a Steem ante ataques sybil. Este periodo no afecta la capacidad de los usuarios para usar el Hive Power recién obtenido para votar contenido, hacer power down e incluso delegarlo a otro usuario.

## Economía
La economía de Hive tiene el mismo sistema que en Steem, reemplazando los nombres de las fichas e integrando un nuevo sistema de fondo descentralizado (DHF), las actuales monedas son: HIVE, Hive Backed Dollar (HBD) y Hive Power (HP). 

### HIVE
HIVE es la criptomoneda principal de Hive, no hay que confundir HIVE (criptomoneda) con Hive (red), esta criptomoneda es el token representativo de la cadena de bloques y es la que garantiza que la red tenga un valor. Básicamente la criptomoneda comercial de la red y la que hace que el valor de Hive crezca. La única forma para obtener esta criptomoneda es mediante la piscina de recompensas, la encargada de distribuir los HIVE y los Hive Backed Dollar, la piscina de recompensas se distribuye entre el contenido creado por los creadores de contenido y los curadores de contenido (representando el 65% de la distribución de la piscina de recompensas), el resto se distribuye entre los intereses por posesión de tokens (15% de la piscina), 10% dedicado al DHF y 10% dedicado a las recompensas de los testigos.

### Hive Backed Dollar
El HBD es una moneda de respaldo utilizada para mantener una economía estable en la red, esta moneda tiene como objetivo respaldar el valor del HIVE gracias a una moneda estable, el objetivo de esta criptomoneda es tener un valor anclado a 1 dólar estadounidense para así servir de respaldo a la impresión de HIVE, por cada cierta cantidad de HIVE se imprimen una cantidad de HBD específica, actualmente la relación es 19:1, es decir, por cada 19 HIVE impresos, se imprime 1 Hive Backed Dollar.

### Hive Power
El Hive Power es la única unidad intransferible, su valor es el mismo valor que el HIVE, solamente que el Hive Power es una unidad que se utiliza para mostrar la influencia que tiene un usuario dentro de la red, mientras más Hive Power tenga un usuario, más influencia tiene en la red, por ende, puede realizar más operaciones como transferir criptomonedas en la red, votar contenido, votar por algún testigo, votar por alguna propuesta y también podrá delegar más Hive Power a distintos usuarios.
El Hive Power representa un factor muy importante en la cadena ya que esta moneda es la que permite seleccionar a los testigos, es decir, a las personas encargadas de actualizar y mejorar el código base de Hive. También, mediante el Hive Power los votos otorgados por los curadores pueden tener más o menos influencia, mientras más Hive Power tenga el curador, mayor será la potencia de su voto.

## Historia

### Cronología
Antes del planteamiento de Hive ocurrieron una serie de sucesos que hicieron que la comunidad comenzara con su creación, el primer suceso ocurrido fue la compra de Steemit, Inc por parte de Justin Sun, fundador de la fundación Tron (TRX). El 22 de febrero fue realizado un artículo en el blog oficial de Steemit, Inc, este artículo anunció la alianza entre Steemit y Tron, lo que al principio pareció una buena alianza, a algunos de los principales ex-testigos de Steem no le terminó de convencer debido a algunas publicaciones que el equipo de marketing de Tron estaba realizando, alegando que habría un "viejo Steem" y se crearía una nueva versión de fichas Steem basadas en Tron, cosa que según los ex-testigos de Steem, significaba un peligro inminente para Steem y debía plantearse a los testigos para así llegar a un acuerdo mutuo.
Luego del anuncio de las comunidades en Steemit.com, @steemitblog hizo un anuncio donde anunciaron una reunión desde el 6 hasta el 9 de marzo a través de Zoom, ya hasta este punto la comunidad estaba dudando completamente de las intenciones de Justin Sun con Steem y los planes publicados no concordaban con lo que el equipo de Tron estaba compartiendo en otros medios, haciendo que varios usuarios importantes de Steem empezaran a mostrar sus dudas respecto a lo que Justin Sun estaba planeando hacer con Steemit.   
La comunidad en este punto estaba dudando de Justin Sun en varios aspectos, incluso temiendo que pudiera empezar a hacer uso de la posesión de la gran cantidad de fichas que Steemit, Inc tenía, cantidad que la comunidad describió como minada injustamente en el principio de la creación de Steem. El anterior dueño de Steemit, Inc, Ned Scott, había realizado una promesa a la comunidad de que esa gran posesión de fichas jamás sería utilizada para participar en el sistema de gobernanza o para participar en votación de algún tipo de contenido en la cadena, solamente se usaría para beneficio de la comunidad y para pagar a los desarrolladores de Steem y ciertos eventos que requerían de cantidades considerables económicas. Luego de la adquisición de Steemit, Inc por parte de Justin Sun, esta promesa quedó completamente nula y esto fue lo que hizo que los testigos iniciaran el soft-fork 0.22.2, una versión de la cadena de bloques Steem que nulificaba el uso de operaciones específicas de cuentas asociadas a Steemit, las cuentas fueron:   
- misterdelegation
- steem
- steemit
- steemit2
- steemitadmin[8]

Y los derechos removidos fueron:
- account_witness_proxy_operation
- account_witness_vote_operation
- update_proposal_votes_operation
- vote_operation
- withdraw_vesting_operation
- set_withdraw_vesting_route_operation
- transfer_operation
- limit_order_create_operation
- limit_order_create2_operation
- transfer_to_vesting_operation
- transfer_to_savings_operation
- escrow_transfer_operation

Esto fue realizado por los testigos de la cadena en ese momento y aprobado por gran parte de la comunidad, alegando que de esta forma se podría mantener un ecosistema saludable mientras se llegaba a un acuerdo mutuo con Tron.
Ante esta congelación de fondos temporal, Steemit, Inc decidió actuar y el día 2 de marzo ocupó los primeros 20 puestos del sistema de gobernanza de Steem, haciéndose dueño temporal de la red y ejecutando nodos con la versión 0.22.5. Steemit, Inc hizo un blog sobre esto donde explicaba que la gobernanza sería administrada por Steemit en un lapso de 4 a 6 semanas debido a que la acción tomada por los testigos que ejecutaron la versión 0.22.2 fueron "acciones ilegales y criminales", alegando que el grupo detrás de esto podría hacer lo mismo a cualquier otro usuario y poniendo en riesgo toda inversión de un inversor, desarrollador y usuario de Steem. La descongelación de los fondos fue realizada gracias a la participación de las casas de cambio Binance, Huobi y Poloniex
Ante esta acción, la comunidad describió esto como un ataque sybil por parte de Justin Sun ya que la gobernanza de Steem se encontraba administrada por la fundación Tron, haciendo comentarios desaprobando la decisión tomada por Steemit, alegando que reemplazar a los testigos elegidos mediante consenso de la comunidad por marionetas para la descongelación de fondos fue un ataque hostil y la centralización total de una red. Desde este momento empezó a hacerse una batalla por la gobernanza de la red entre Justin Sun y los ex-testigos de Steem, cada parte adquiriendo cada vez más cantidades de SP para que sus votos tuvieran más peso y así poder elevar a cada parte, cosa que no benefició a ninguna parte ya que se mantuvo un "empate" y ninguna parte podía realizar un cambio en la cadena, cosa que la comunidad no toleró y por esto se empezó a publicar ideas sobre una bifurcación.
Hive se creó ya que la comunidad decidió darse por vencida al intentar salvar Steem, los testigos empezaron a dar a conocer el nuevo proyecto describiéndolo como "el nuevo Steem", dejando atrás la cadena principal y llevándose consigo a gran parte de la comunidad y a más de 50 desarrolladores que se encuentran trabajando activamente en el código base de Hive, Actualmente los testigos de Steem son usuarios de la comunidad coreana apoyados por Justin Sun, Steemit, Inc hizo un anuncio indicando que cosas geniales están por venir, afirmando que la comunidad se encuentra unida y que se encuentran trabajando para mejorar Steemit y hacer crecer Steem.

## Apoyos iniciales
Una de las figuras representativas de la comunidad Hive durante la bifurcación fue Dan Notestein, dueño de la empresa BlockTrades International Ltd, una casa de cambio de criptomonedas y la principal plataforma de intercambio de la comunidad de Steem, quien en una de sus últimas publicaciones expresa por qué no apoyaba lo que consideraba una «tiranía» de parte de Justin Sun, razón por la cual no se iba a comprometer con Justin Sun de ninguna forma, y sosteniendo que la comunidad tenía los recursos y la experiencia suficiente como para ejecutar una bifurcación y mantenerla en línea.
Distintos desarrolladores de DApps de Steem han mostrado interés en Hive y han decidido migrar hacia esta nueva plataforma. Entre estas se encuentran: 
- Esteem
- Steempeak
- 3speak
- Dpoll
- Keychain Archivado el 21 de diciembre de 2019 en Wayback Machine.
- Steempress
- SteemWallet
- Actifit
- SteemAuto Archivado el 27 de marzo de 2020 en Wayback Machine.
- Keychain
- SteemStem
- Wise.vote
- BROsinoPoker[11][12]

Para consultar un listado general de las aplicaciones (DApps) que existen en Hive actualmente, existe una plataforma que recopila todos los proyectos, aplicaciones y herramientas disponibles en la red, hiveprojects.io es una plataforma que recopila toda esta información, teniendo un total de 41 aplicaciones, proyectos y herramientas listadas en su sitio web actualmente. Según la cabecera de la página web principal, esta plataforma fue construida por la comunidad Hive.